# Кременчуг-Константиновское
Кременчу́г-Константи́новское (сокр. Крем-Константиновка) — село в Баксанском районе Кабардино-Балкарской Республики. 
Образует муниципальное образование «сельское поселение Кременчуг-Константиновское», как единственный населённый пункт в его составе.

## География
Селение находится на северо-восточной части Баксанского района, в долине реки Куркужин. Находится в 17 км к северо-востоку от районного центра Баксан и в 50 км к северу от Нальчика. 
Общая площадь территории сельского поселения составляет — 47,36 км2.
Граничит с землями населённых пунктов: Карагач на востоке, Псыншоко на юго-востоке, Псычох на юго-западе, Псыхурей на северо-западе и со станицей Старопавловская Ставропольского края на севере.
Населённый пункт расположен в равнинной зоне республики. Рельеф местности преимущественно ровный. Долины реки изрезаны балками и оврагами. Средние высоты на территории села составляют около 330 метров над уровнем моря.
Гидрографическая сеть представлена бассейном реки Куркужин. У западной окраины села в неё впадает правый приток Псычох (Неволька). К северо-западу от села проходит Баксано-Малкинский канал. В западной части села имеется несколько маленьких озёр.
Согласно геологоразведке, в недрах земли сельского поселения имеются небольшие запасы нефти. Также имеются большие запасы глины, пригодные для изготовления кирпичей без пластификаторов.
Климат влажный умеренный, с тёплым летом и прохладной зимой. Среднегодовая температура воздуха составляет около +9,5°С, и колеблется от средних +22,0°С в июле, до средних −3,0°С в январе. Среднегодовое количество осадков составляет около 720 мм. Основное количество осадков выпадает в период с апреля по июль. 

## История
Село основано в 1885 году переселенцами из Кременчугской губернии, которые в поисках лучшей жизни отправились на Кавказ. В Кабарде у местного князя Иналова, они купили в аренду несколько гектаров земли, где впоследствии и осели, основав свои поселения.
Первоначально новое поселение состояло из нескольких отдельных хуторов, в которых люди селились в зависимости от места откуда они прибыли. Так до сих пор, некоторые районы села продолжают называться жителями — Харьковка, Полтавка и т.д.
После объединение хуторов в одно село, оно получило название Кременчуг-Константиновское. Так как первые переселенцы были родом из Кременчуга, а первого переселенца звали Константин.
Это название до сих пор сохранилось у села, хотя в быту она больше упоминается как Крем-Константиновка или просто Кремка.
В 1992 году Кременчуг-Константиновское сельсовет был реорганизован и преобразован в Кременчуг-Константиновскую сельскую администрацию. В 2005 году Кременчуг-Константиновская сельская администрация была преобразована в муниципальное образование, со статусом сельского поселения.
Кременчуг-Константиновское — самое длинное название населённого пункта в России без пробелов.

## Население
| 2002  | 2010  | 2012  | 2013  | 2014  | 2015  | 2016  |
| ----- | ----- | ----- | ----- | ----- | ----- | ----- |
| 1674  | ↘1603 | ↘1557 | ↘1514 | ↘1512 | ↘1486 | ↘1449 |
| 2017  | 2018  | 2019  | 2020  | 2021  | 2023  | 2024  |
| ↘1420 | ↘1384 | ↘1331 | ↘1323 | ↗1631 | ↘1603 | ↘1583 |
| 2025  |       |       |       |       |       |       |
| ↗1587 |       |       |       |       |       |       |

Плотность — 33.51 чел./км2. 
За межпереписной период (с 2010 по 2021 год) население села увеличилось на 28 чел. (+ 1,75 %).
Национальный состав
По данным Всероссийской переписи населения 2021 года:
| Народ                | Численность, чел. | Доля от всего населения, % | Доля от указавших нац-ть, % |
| -------------------- | ----------------- | -------------------------- | --------------------------- |
| русские              | 830               | 50,89 %                    | 51,36 %                     |
| кабардинцы (черкесы) | 674               | 41,32 %                    | 41,71 %                     |
| * кабардинцы         | 664               | 40,71 %                    | 41,09 %                     |
| * черкесы            | 10                | 0,61 %                     | 0,62 %                      |
| балкарцы             | 36                | 2,21 %                     | 2,23 %                      |
| цыгане               | 28                | 1,72 %                     | 1,73 %                      |
| другие               | 48                | 2,94 %                     | 2,97 %                      |
| нет / не указано     | 15                | 0,92 %                     | —                           |
| всего                | 1631              | 100 %                      | 100 %                       |

По данным Всероссийской переписи населения 2010 года: русские — 1139 чел. (71,05 %), кабардинцы — 326 чел. (20,34 %).

## Местное самоуправление
Администрация сельского поселения Кременчуг-Константиновское — село Кременчуг-Константиновское, ул. Садовая, 7.
Структуру органов местного самоуправления сельского поселения составляют:
- Исполнительно-распорядительный орган — Местная администрация сельского поселения Кременчуг-Константиновское. Состоит из 5 человек[23].
  - Глава администрации сельского поселения — Хежев Сафарби Владимирович (с 14 марта 2022 года).
- Представительный орган — Совет местного самоуправления сельского поселения Кременчуг-Константиновское. Состоит из 11 депутатов, избираемых на 5 лет[24].
  - Председатель Совета местного самоуправления сельского поселения — Хежев Сафарби Владимирович.

## Образование
- МКОУ Средняя общеобразовательная школа — ул. Садовая, 1.
- МДОУ Начальная школа Детский сад (при школе) — ул. Садовая, 1.
- МКОУ ДОД Детская школа искусств — ул. Садовая, 56 «а».
- ГКОУ Детский Дом — ул. Садовая, 139.

## Здравоохранение
- Участковая больница — ул. Степная, 129.

## Культура
- МКУ Сельский Дом Культуры — ул. Садовая, 56.

Общественно-политические организации:
- Кременчуг-Константиновское станичное казачье общество Терско-Малкинского станичного общества
- Адыгэ Хасэ
- Общественный совет села

## Экономика
Основную роль в экономике сельского поселения играет растениеводство. Наибольшего развитие получило выращивание зерновых и злаковых культур.
Основные бюджетообразующие предприятия на территории сельского поселения:
- ЗАОрНП «Константиновское»
- ООО «Яр»
- ООО «Ларс-Гет»
- ООО «ЮгАгроснаб»

## Религия
На территории села функционируют религиозные учреждения:
- Храм Рождества Пресвятой Богородицы (Пятигорская епархия) — ул. Садовая, 60.
- Сельская мечеть «Мансур» — ул. Советская, 360.

## Улицы
На территории села зарегистрировано 5 улиц:

| Мира    |
| Озёрная |

| Садовая   |
| Советская |

| Степная |

## Известные уроженцы
- Чуйко Виктор Михайлович — советский и российский государственный деятель, организатор авиационной промышленности, учёный и конструктор авиационных двигателей.